# Temple de l'Amour (Neuilly-sur-Seine)
Pour les articles homonymes, voir Temple de l'Amour (homonymie).
Le temple de l'Amour dit Temple de la Réserve du Roi est situé sur la pointe sud de l'île de la Jatte à Neuilly-sur-Seine, dans le département de Hauts-de-Seine en Île-de-France. 

## Historique
Le Temple de l'Amour provient de la « Folie de Chartres » (actuel parc Monceau à Paris). Créée en 1785 par Louis Carrogis dit Carmontelle à la demande de Philippe d'Orléans, cousin du roi, cette folie constituait le parc à fabriques typique de la seconde moitié du XVIIIe siècle. Dans le parc, composé à l'anglaise, les fabriques étaient nombreuses : des moulins, des rochers, des ponts et des colonnes agrémentaient le paysage. L'architecte Bernard Poyet fut chargé de leur réalisation. Ce temple était dénommé à l'époque « Temple de Mars ».
Après la mort de Philippe d'Orléans devenu Philippe Égalité, décapité en 1793, la Folie de Chartres est délaissée et le parc périclite. Sous le Second Empire, la ville de Paris l'exproprie, en fait lotir la moitié et aménage le reste en jardin public sous la conduite d'Adolphe Alphand, aboutissant à son aspect actuel.
Le fils de Philippe Égalité, futur Louis-Philippe, avait repris possession du bien à la Restauration. Le délaissant quelque peu, il jeta son dévolu sur l'île de la Jatte à Neuilly-sur-Seine, où il créa à partir de 1821 un jardin enchanté prolongeant le parc de son château de Neuilly, la « réserve du roi », situé sur la rive, aménagé à l'anglaise. Il y donna des fêtes extraordinaires, qui marquèrent leur temps. Un peu avant 1830, il y fit transporter le temple de Mars depuis parc Monceau, changeant son nom pour temple de l'Amour.
Le temple est classé au titre des monuments historiques par l'arrêté du 13 juin 1913.

## Description
Le « jardin enchanté » du château de Neuilly était aménagé dans des îlots prolongeant l'île de la Jatte, partiellement réunis. Le temple fut installé au sommet de la rocaille couronnant l'un d'eux. Pour le transformer en temple de l'Amour, il fut couronné d'une coupole et orné d'une statue représentant une compagne d'Achille durant son séjour chez le roi Lycomède. Les îlots ont été totalement incorporés à l'île et forment le promontoire allongé à son amont. Le temple a été déplacé une deuxième fois en 1930 et installé sur un busc maçonné. Il abrite désormais une nymphe en stuc.

Cartes postales anciennes
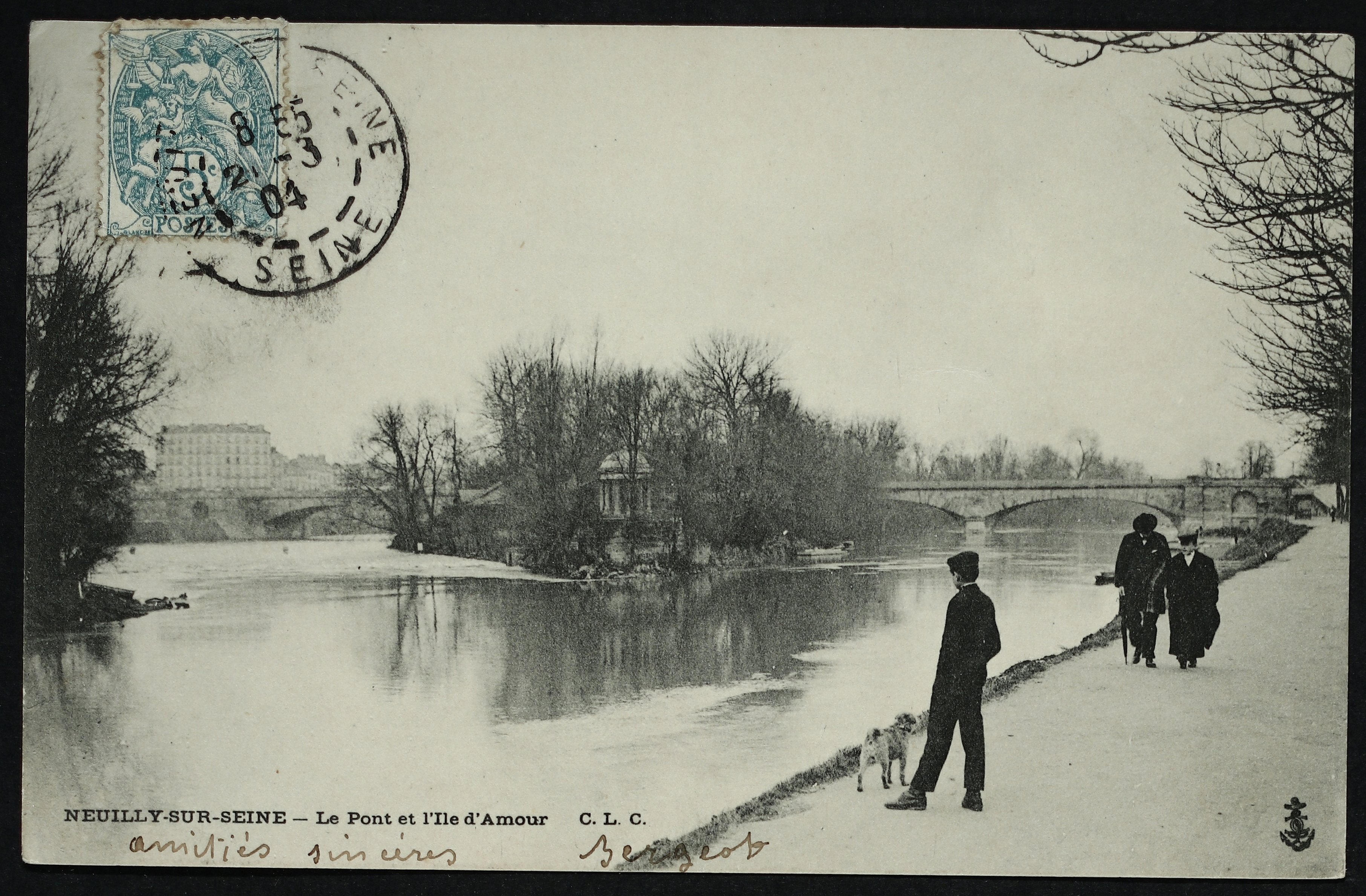
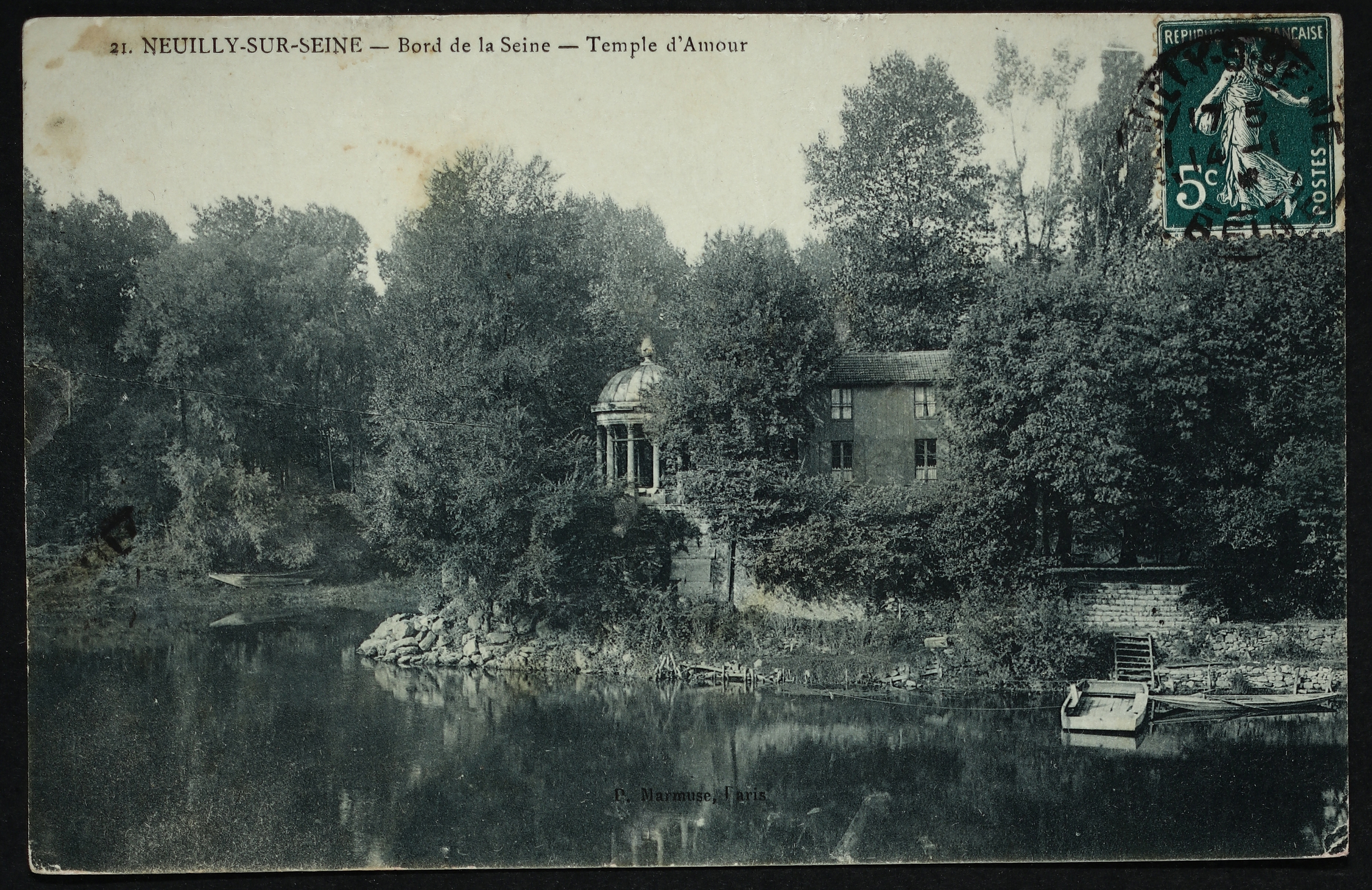

## Galerie

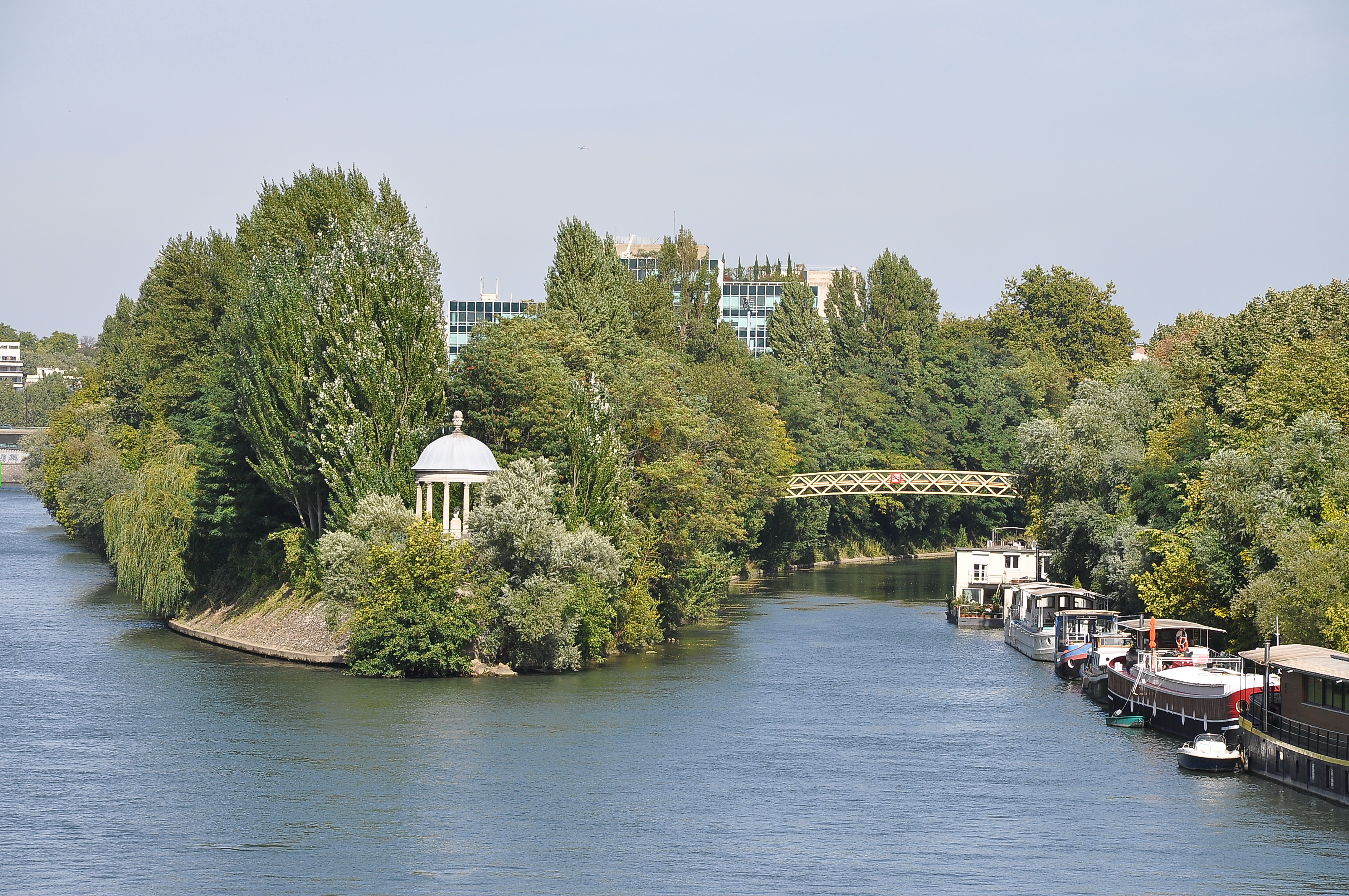
Vue sur l'île de la Jatte du pont de Neuilly.
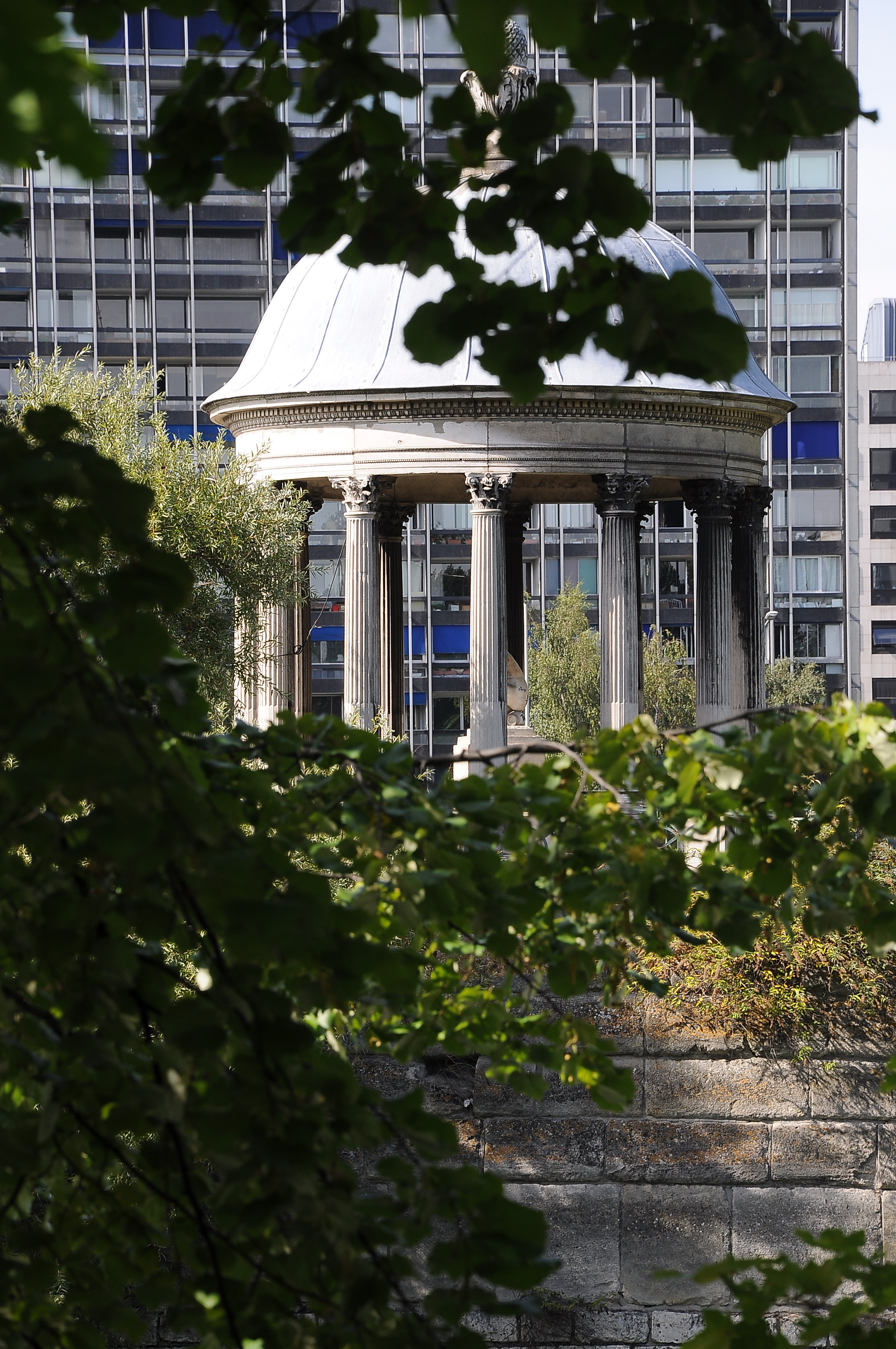
Vue du temple de l'Amour à partir de la rive.
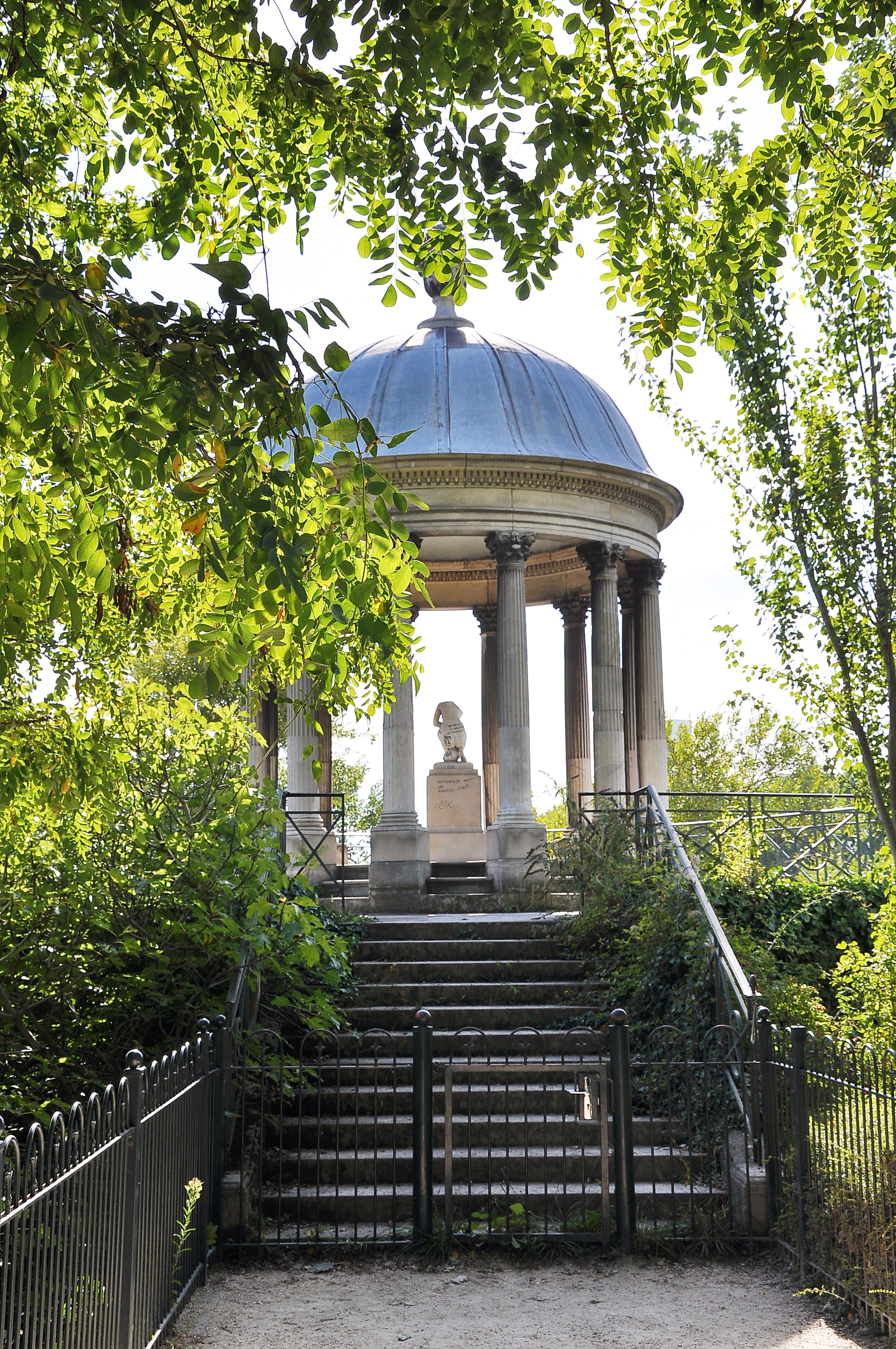
Temple de l'Amour du côté nord.
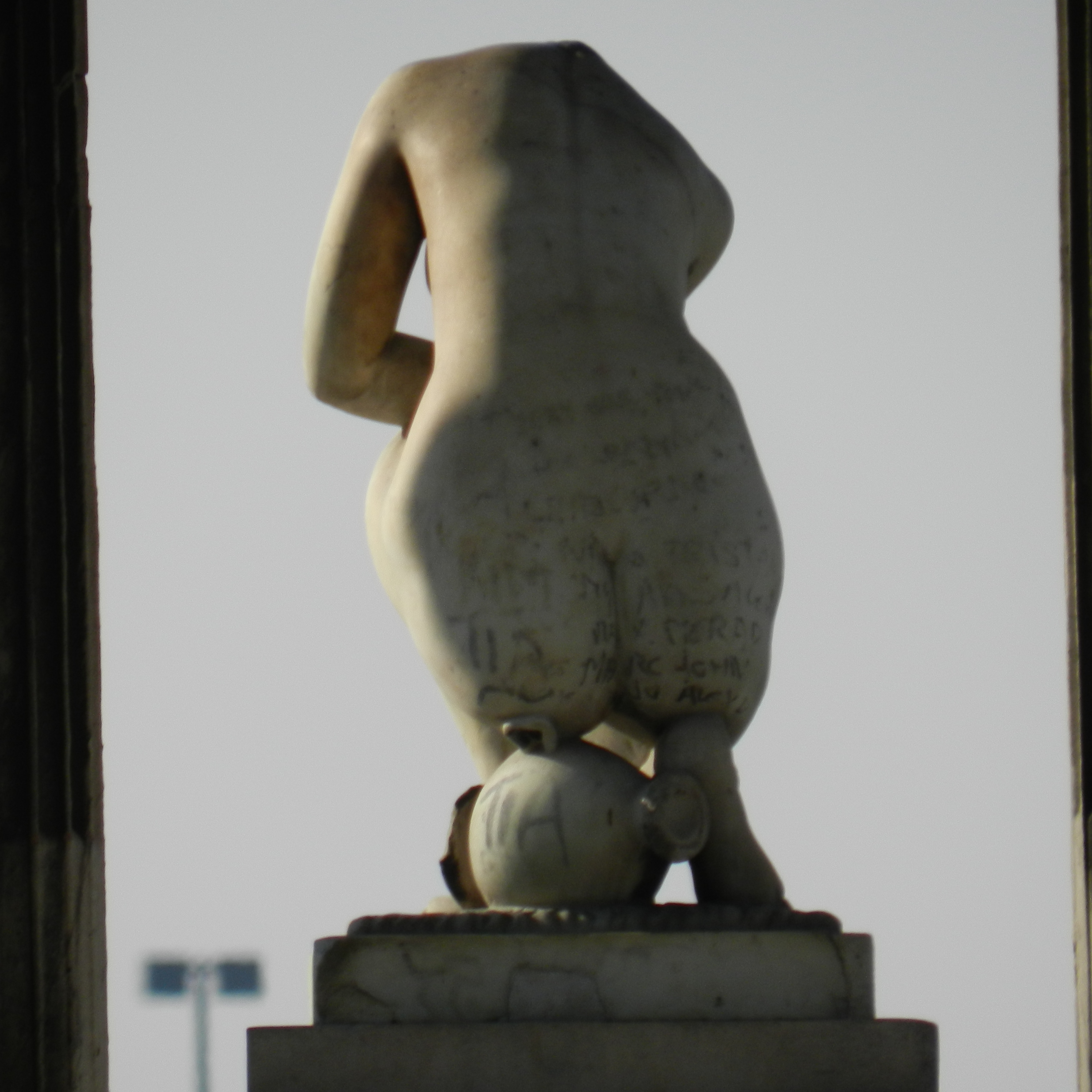
Statue de dos.

## Pour approfondir